# Теодор Продром Млађи
Теодор Продром — назван Млађи (грчки: Θεόδωρος Πρόδρομος; око 1100. - око 1166), био је византијски писац поезије из епохе Комнина.

## Два Теодора Продрома
Истраживачи византијске историје утврдили су да су у овом периоду средњовековне хеленске културе деловала најмање два лица по имену Продром. Обојица су имала доста заједничких црта у свом животу. Мада су готово били савременици, ипак припадају различитим епохама византијске историје 12. века. Први делује углавном током владавине цара Јована II Комнина (1118-1143), а други током владавине његовог сина Манојла I Комнина (1143-1180). Карл Крумбахер није познавао истраживања о проблему личности Теодора Продрома те је увек говорио о песнику као о једној особи.

## Биографија
Поједини историчари веровали су да је право име Теодора Продрома Млађег било Иларион и да је он можда био син Теодора Продрома Старијег. О његовом животу познато је мање него о животу Теодора Продрома Старијег. Такође је рођен у угледној византијској породици у Цариграду крајем 11. века. Ништа се не зна о његовом животу пре 1140. године када ступа у службу севастократора Андроника, млађег сина Јована II Комнина. На том положају задржао се до Андроникове изненадне смрти 1142. године. После тог догађаја, Продром је ступио у службу Андроникове удовице Ирине те са њом одлази у прогонство 1144. године. Убрзо се враћају у Цариград. Када је севастократориса Ирина отишла у Сердику 1151. године, где се налазио њен син Јован, Продром такође полази са њом. У поодмаклим годинама, Продром се замонашио у манастиру Светог Георгија Манганског. У више махова молио је интервенцију цара Манојла и севастократорисе Ирине. У цариградски манастир ушао је 1156. године где је и умро, вероватно 1166. године.

## Дело
Књижевна заоставштина Теодора Продрома Млађег знатно је скромнија од опуса његовог старијег имењака. Његови стихови сачувани су углавном у једном грчком кодексу библиотеке Светог Марка у Венецији. То су песме које су највећим делом посвећене севастократориси Ирини. Поред наведених списа, постоји и низ дела у стиховима, поема, које говорним, народним језиком описују неке моменте из свакодневног цариградског живота. Тешко је рећи коме од два истоимена песника припадају. Песме доносе важне и занимљиве податке о походима Манојла Комнина против Рашке. Пошто су и они сачувани у библиотеци Светог Марка у Венецији, вероватно потичу из пера Теодора Продрома Млађег. Продром описује ратовање Манојла Комнина против рашког архижупана Уроша II, битку на Тари из 1150. године, као и одузимање власти узурпатору Деси и враћању Уроша II на рашки престо.